# Stráž (Mirotice)
Stráž je malá vesnice, část města Mirotice v okrese Písek v Jihočeském kraji. Nachází se asi tři kilometry západ od Mirotic. Je zde evidováno 27 adres. V roce 2011 zde trvale žilo sedm obyvatel.
Stráž leží v katastrálním území Stráž u Mirotic o rozloze 2,34 km².

## Historie
První písemná zmínka o vesnici pochází z roku 1790.

## Obyvatelstvo
| Rok            | 1869 | 1880 | 1890 | 1900 | 1910 | 1921 | 1930 | 1950 | 1961 | 1970 | 1980 | 1991 | 2001 | 2011 | 2021 |
| -------------- | ---- | ---- | ---- | ---- | ---- | ---- | ---- | ---- | ---- | ---- | ---- | ---- | ---- | ---- | ---- |
| Počet obyvatel | 70   | 126  | 111  | 139  | 95   | 103  | 81   | 56   | 52   | 42   | 32   | 17   | 8    | 7    | 19   |
| Počet domů     | 10   | 20   | 20   | 26   | 21   | 20   | 20   | 19   | 21   | 16   | 12   | 18   | 26   | 26   | 23   |

## Obecní správa
Při sčítání lidu v letech 1850–1899 Stráž byla osadou obce Cerhonice v okrese Písek. V letech 1900–1980 byla osadou obce Strážovice v okrese Písek. Od 1. ledna 1981 jsou částí města Mirotice v okrese Písek.

## Galerie

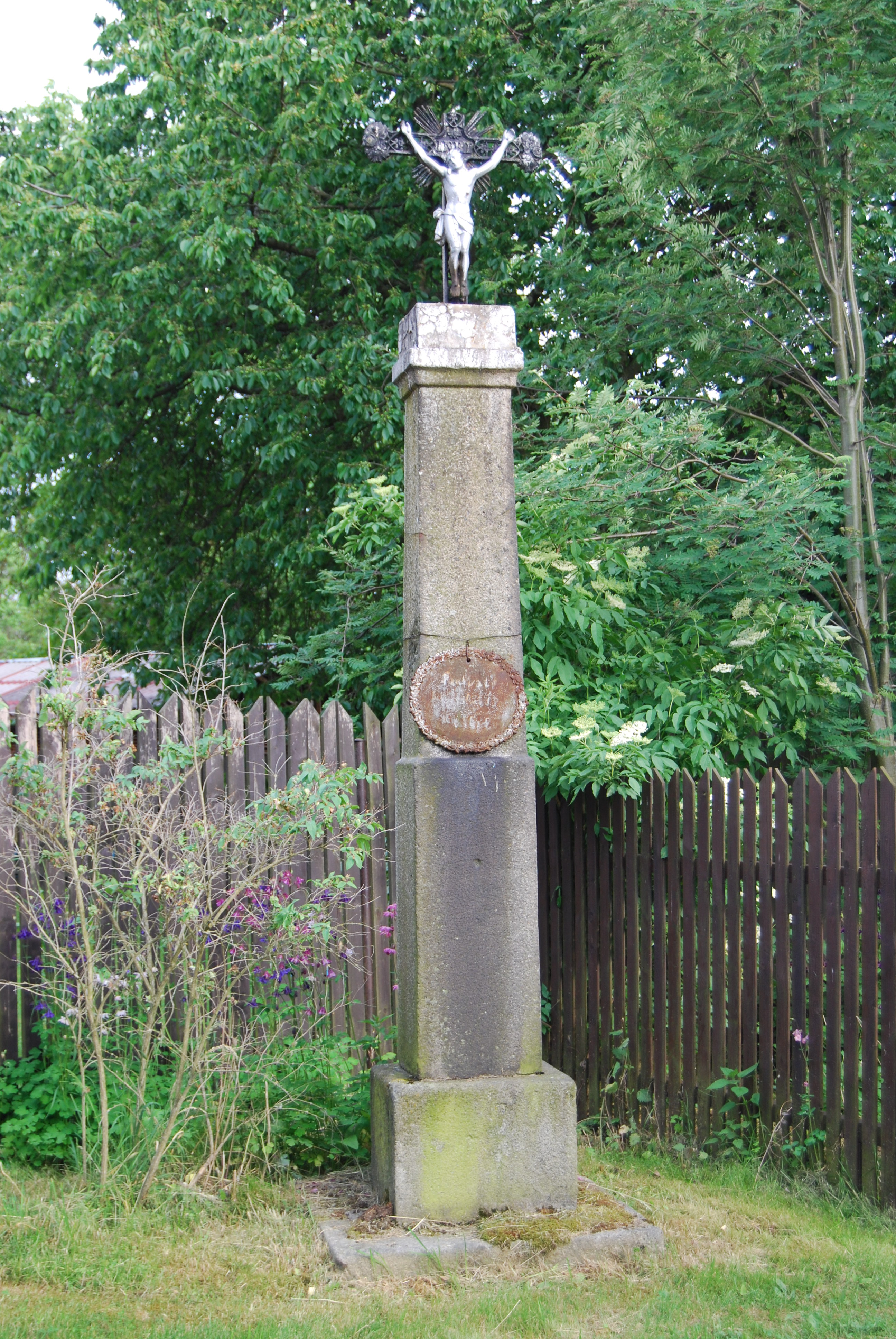
Kříž ve vsi
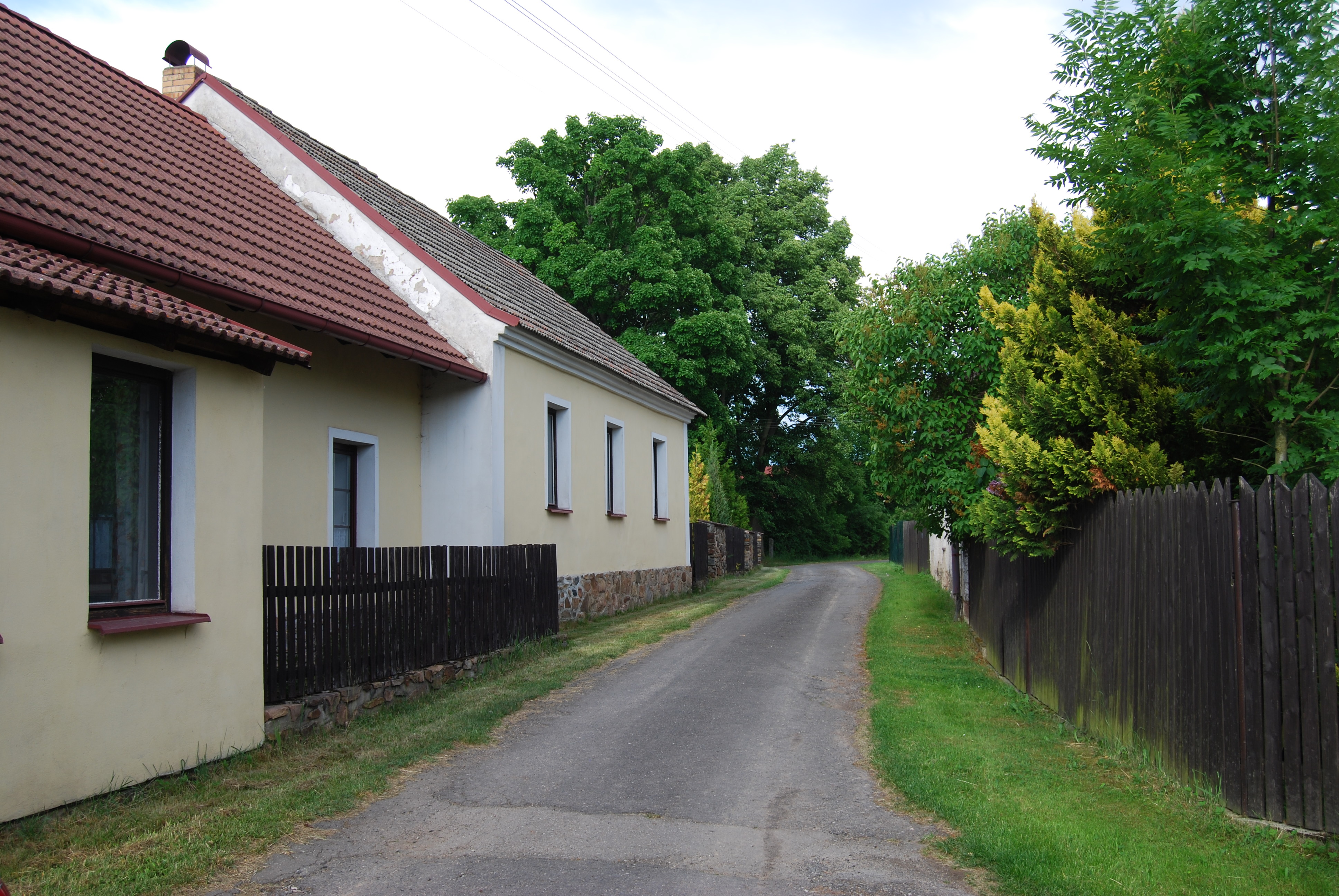
Část vesnice
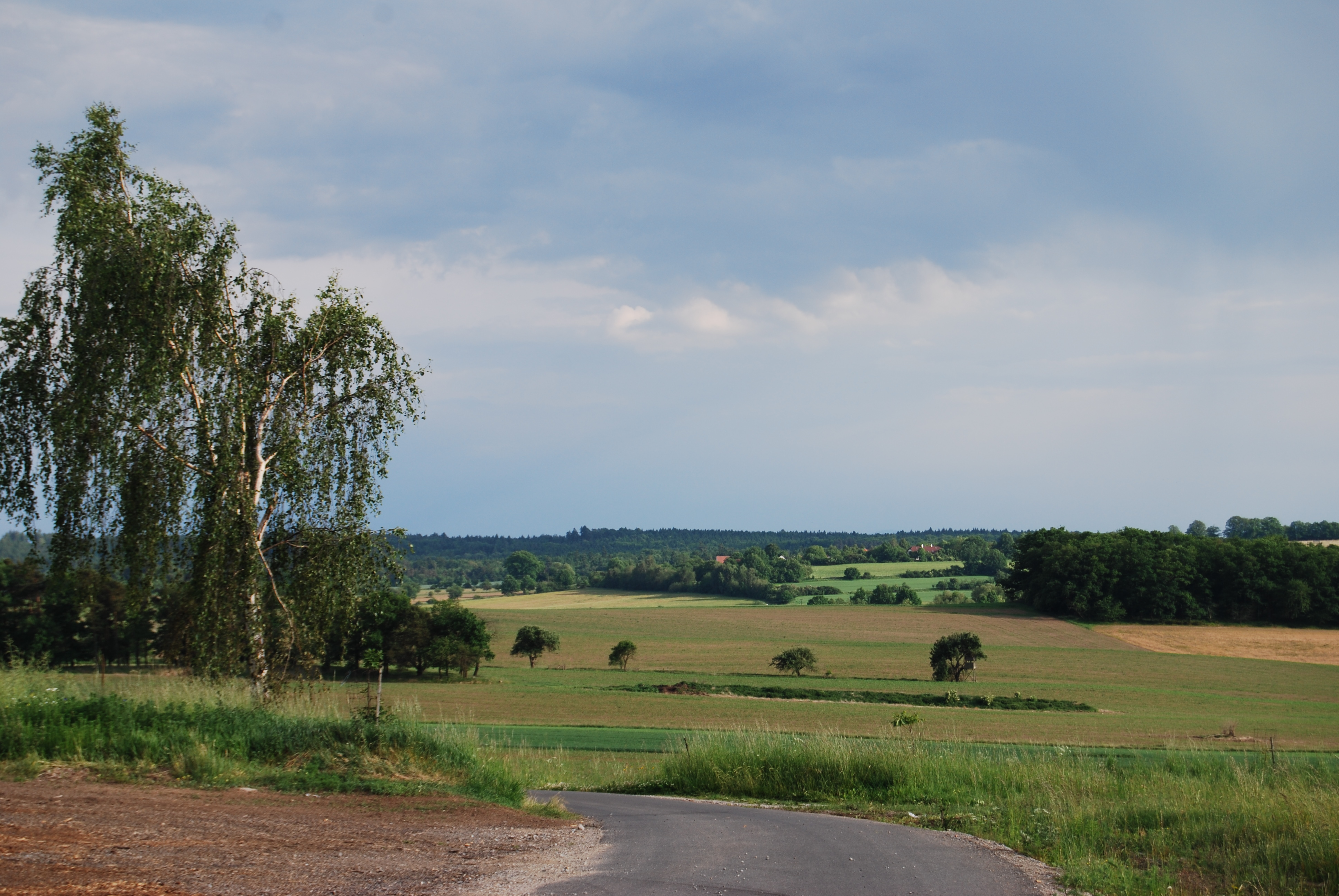
Pohled na okolí